# Juan Ayuso
Juan Ayuso Pesquera (Barcelona, 16 de setembro de 2002) é um ciclista espanhol que corre na equipa UAE Team Emirates de categoria UCI WorldTeam.

## Trajetória

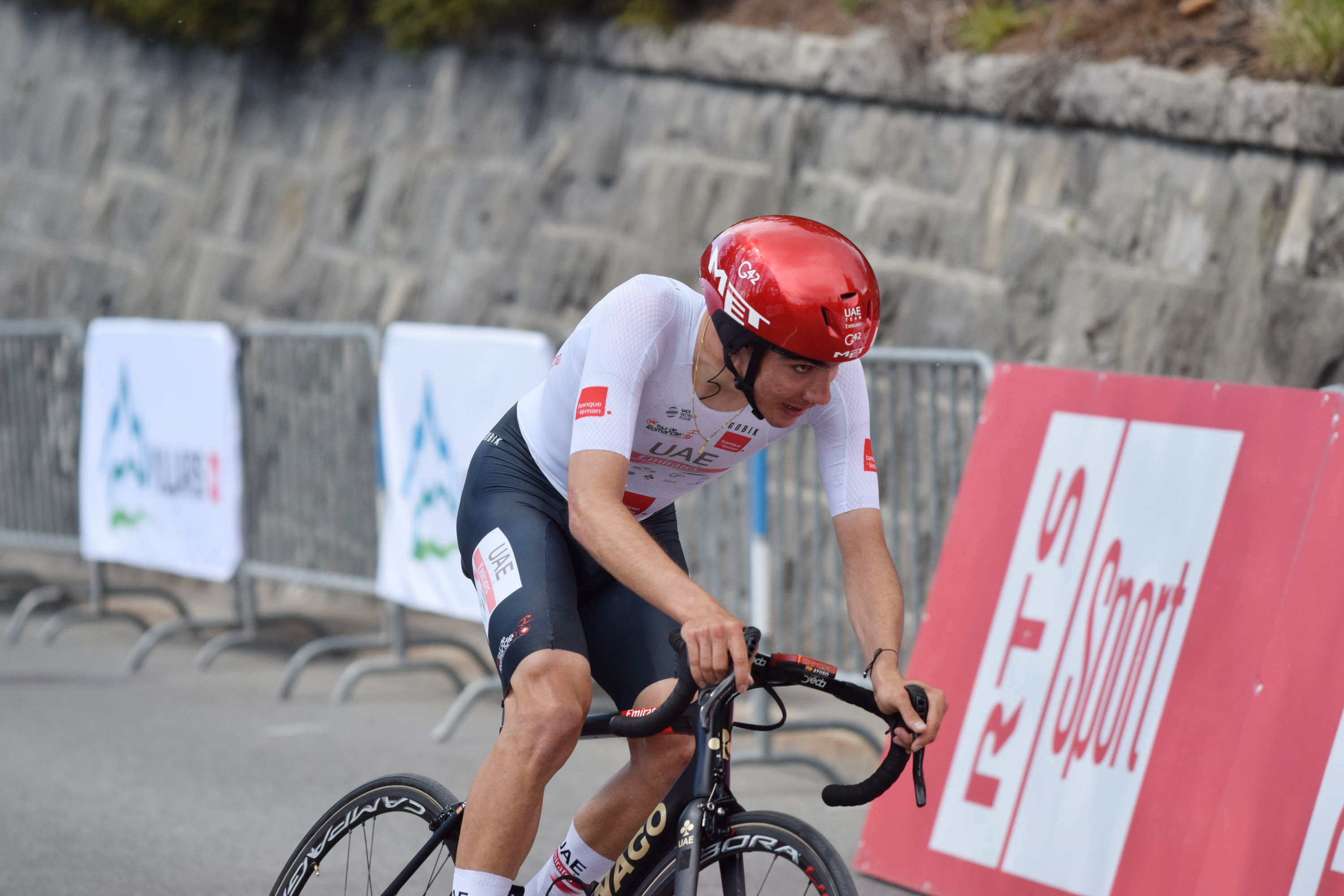
Juan Ayuso Pesquera durante a etapa 5 do Tour de Romandie 2022

Registado em Jávea desde 2010, está formado desportivamente na Comunidade Valenciana desde que começou a competir em 2011. Em 2017 como cadete de primeiro ano se adjudicou no campeonato da Espanha de ciclismo o ouro tanto na prova em estrada como na contrarrelógio celebrada em Ávila. Nesse mesmo ano ganhou a camisola branca que lhe creditou como o melhor cadete de primeiro ano na Volta a Portugal para cadetes. Em 2018, em seu segundo ano de cadete voltou a repetir ouro no campeonato da Espanha de ciclismo em contrarrelógio celebrado em Orense. Depois, obteve uma grande vitória na etapa rainha do Tour de l’Ain, um evento que cada ano reúne no França aos melhores ciclistas cadetes.
Depois da sua passagem pela categoria cadete a equipa Bathco fez-se com seus serviços fazendo uma magnífica temporada com vitórias tão importantes como a Volta ao Besaya ou a dobradinha no Campeonato da Espanha em estrada e em contrarrelógio de 2020, bem como, o segundo posto na Copa da Espanha Júnior Cofidis.
Em junho de 2021, umas semanas antes do previsto, incorporou-se às fileiras da equipa UAE Team Emirates de categoria UCI WorldTeam.

## Medalheiro internacional
| \| Campeonato Europeu \| Campeonato Europeu \| Campeonato Europeu \| Campeonato Europeu \| \| Ano \| Lugar \| Medalha \| Competição \| \| ------------------ \| ------------------ \| ------------------ \| ------------------ \| \| 2021 \| Trento ( Itália) \| Medalha de bronze \| Estrada sub-23 \| |                  |                   |                |
| Campeonato Europeu |                  |                   |                |
| Ano | Lugar            | Medalha           | Competição     |
| 2021 | Trento ( Itália) | Medalha de bronze | Estrada sub-23 |

## Palmarés
- 2021
  - Troféu Piva
  - Giro do Belvedere
  - Giro Ciclistico d'Itália, mais 3 etapas
  - 3.º no Campeonato Europeu em Estrada sub-23

## Equipas
- Team Colpack Ballan (2021)
- UAE Team Emirates (2021-)